# 2670 Chuvashia
2670 Chuvashia este un asteroid din centura principală, descoperit pe 14 august 1977 de Nikolai Cernîh.